# Josephine Brunsvik
Josephine Brunsvik o Comtessa Jozefina Brunszvik de Korompa (en hongarès: Brunszvik Jozefina) (Bratislava, Eslovàquia, 28 de març de 1779 – Viena, 31 de març de 1821) va ser probablement la dona més important en la vida de Ludwig van Beethoven, segons el que apareix documentat en, almenys, 15 cartes d'amor que ell li va escriure. En aquestes cartes la va anomenar com l'única estimada, eternament dedicada a ella i per sempre fidel. Diversos musicòlegs consideren que ella seria la receptora més probable de la misteriosa Carta a l'Estimada immortal.
La comtessa Josephine von Brunsvik va morir el 31 de març de 1821, als 42 anys. Durant aquest any, Beethoven va compondre les seves darreres Sonates per a piano, op. 110 i op. 111, que segons diversos musicòlegs són clarament com a rèquiems, amb reminiscències discernibles del "Tema de Josephine",  Andante favori.